# Multi-Man
Multi-Man (alias Duncan Pramble) è un personaggio immaginario che è stato sia un super eroe che un super criminale nei fumetti DC Comics.

## Biografia del personaggio
Originariamente un nemico dei Challengers of the Unknown, Pramble consumò una sostanza nota come "Luce Liquida" trovata in un tempio antico. L'effetto di questa sostanza è che ogni volta che Pramble muore, ritorna in vita con un potere metaumano diverso e a caso, spesso diventando un "essere di energia" o un mostro. L'effetto collaterale di questa sostanza è la sua testa crebbe a dismisura (con orecchie a punta e occhi enormi) e il suo corpo divenne piccolo e debole. Per anni, fu uno dei nemici più ricorrenti dei Challengers of the Unknown, fu il fondatore dei League of Challengers-Haters e i creatore dell'androide gigante Multi-Woman. Con i Challengers-Haters, si scontrò con la Doom Patrol in un'occasione.
Con numerosi altri criminali, Multi-Man divenne un membro della Lega dell'Ingiustizia, una squadra di super criminali senza fortuna che, quando lavorarono insieme, diventarono ancora più sfortunati di quanto non fossero individualmente. In questo periodo, rivelò che le sue molte morti e resurrezioni lo lasciarono con una forma di disturbo bipolare. La Lega dell'Ingiustizia fu sconfitta tante volte dalla Justice League International, almeno quando non si resero degli zimbelli da soli. Cercando di riformarsi, i membri più avanti divennero il centro della squadra di eroi ugualmente ridicola Justice League Antarctica. Questa "JLA" incluse anche la Lanterna Verde G'Nort che finì per salvare la vita dell'intera squadra. Come i suoi compatrioti, Pramble divenne un ardente sostenitore di Maxwell Lord, in parte perché era l'unico a volerli assumere. Il gruppo fece da guardia del corpo a Lord quando questi rimase in convalescenza a causa di uno sparo. I criminali si riunirono ancora una volta, come Lega dell'Ingiustizia, come scagnozzi di Sonar.

### Morte e redenzione
Separandosi dalla Lega divenne un insacchettatore di un supermercato. Durante la miniserie del 1991 Challengers of the Unknown, gli venne richiesto dall'apparente "impersonificazione di tutto il male" di distruggere la Challengers Mountain con una bomba. Questa bomba, combinata con l'energia della malvagia entità, causò la morte di migliaia di civili innocenti e due membri dei Challengers of the Unknown. Successivamente Duncan pagò per questo. Mentre i Challengers e il loro nuovo reporter alleato, Moffett, si confrontarono con l'entità, Duncan si intrufolò nella battaglia. Prese una bomba a neutroni dalle mani di Moffet e si gettò nella bocca della creatura. Entrambi sembrarono venire distrutti. L'intero incidente fu riportato come un piccolo articolo sul giornale, scritto da Lois Lane, concentrato sulla morte di Multi-Man e poco altro.
Successivamente, Multi-Man comparve in vita durante la rivolta nel Penitenziario di Belle Reve dove lui e altri cercarono di sconfiggere Lanterna Verde dopo che il suo anello fu rubato. Questa fu la seconda rivolta in breve tempo. Duncan fu parte degli Outsiders quando questi furono inviati in prigione con la falsa accusa di omicidio.
Multi-Man, ora più alto e in forma, fu inserito come "volontario" nella Suicide Squad dal suo ex alleato della Lega dell'Ingiustizia Major Disaster. Durante la loro prima missione fu colpito a morte da uno sparo nel mezzo di una battaglia contro uno scienziato pazzo e i suoi servi creati biologicamente. Anche altri dei suoi ex colleghi della Lega rimasero uccisi in questo conflitto.
Più avanti, ritornò in vita e fu una parte del crossover Joker: L'Ultima Risata in cui il Joker lo uccise centinaia di volte finché non resuscitò con il potere specifico per rompere il suo collare e dandogli la possibilità di raggiungere il Dottor Polaris. Le due guardie sopravvissute dello Slab furono successivamente costrette a ripetere questo processo quando il criminale Black Mass rimase ucciso dopo aver tramutato l'intero Slab in una dimensione alternativa nella speranza che Multi-Man manifestasse un'abilità che gli consentisse di disfare le azioni di Black Mass. Multi-Man infine ottenne l'abilità di rianimare i tessuti inanimati, e riportò Black Mass in vita perché reinvertisse il processo. A Multi-Man furono dati dei compiti all'aria aperta, in carcere, per la sua assistenza.

## Poteri e abilità
Multi-Man consumò un siero "Luce Liquida" che gli diede il potere di ritornare istantaneamente in vita dopo la morte, ogni volta con un nuovo potere a caso. I poteri che ottenne inclusero (ma non sono limitati a) le seguenti:
- Telepatia
- Empatia per il dolore altrui
- Pelle super conduttiva
- Corpo bidimensionale
- Cambio di taglia involontario
- Rianimazione dei morti
- Bipolarità